# Masato
Masato （マサト、英：Masato David Hayakawa, 1986年12月17日 - ） は、日本のミュージシャン。ロックバンドcoldrainのボーカリストであり、作詞や作曲も担当する。ファッションブランドOVER(ALL) （オーヴァーオール）のディレクター兼デザイナー。

## 略歴
父親が日本人、母親がアメリカ人である。幼少期の頃から家では英語を使って会話をしていたため、日本語と英語の両方を話すことができる。南山国際中学校・南山国際高等学校卒業。南山大学法学部中退。
2003年、AVERを結成。楽曲『Voices Over Bullets』などをプロデュースし、地元である愛知県名古屋市周辺のクラブで定期的にギターを演奏していた。
2007年、AVERが解散。残ったメンバーのKatsumaと、Wheel Of Lifeで活動していたRxYxO、Sugi、Y.K.Cが加わり、coldrainを結成。
2017年3月、ファッションブランドOVER(ALL) （オーヴァーオール）を立ち上げる。
2019年10月25日、モデルのケルクハナとの結婚を発表。
2021年3月、テレビアニメ『呪術廻戦』第24話において、挿入歌『REMEMBER』の作詞と歌唱を担当。

## 音楽性

### ポジション
以前のバンドではギターボーカルを担当していたが、歌うことにだけ集中するため、coldrainではピンボーカルとしてのポジションで活動している。突き抜けるようなハイトーンボイスに、シャウトやスクリームを使いこなす歌声が特徴的である。
楽曲制作では主に作詞を担当しながら、たまに作曲も行う。

### 影響
人生で初めて買ったCDは、B'zの『LOVE PHANTOM』。
中学生になると洋楽のアーティストを聴き始め、本格的にロックに目覚める。一番好きでバンドを始めるきっかけにもなったアーティストは、リンプ・ビズキットである。また、若い頃に影響を受けたボーカリストとして、リンキン・パークのチェスター・ベニントンを挙げており、その中でも一番影響を受けたのは、インキュバスのブランドン・ボイドであると話している。

## ディスコグラフィ
coldrain名義の作品については「coldrain#ディスコグラフィ」を参照

### シングル
| 年     | タイトル | 収録作品                                         |
| ------ | -------- | ------------------------------------------------ |
| 2021年 | REMEMBER | TVアニメ『呪術廻戦』オリジナル・サウンドトラック |

### 参加作品
| 年     | タイトル                                    | 収録作品                                   | アーティスト         | 備考                                   |
| ------ | ------------------------------------------- | ------------------------------------------ | -------------------- | -------------------------------------- |
| 2011年 | Demise and Kiss                             | The Dream, The Space                       | Crossfaith           | ゲストボーカル                         |
| 2013年 | Dead Dust                                   | (For)Lorn                                  | Before My Life Fails | ゲストボーカル                         |
| 2013年 | Resurrection                                | gene                                       | Pay money To my Pain | 作詞、作曲（共同制作）、ゲストボーカル |
| 2016年 | FREE THE MONSTER                            | #5                                         | AA=                  | ゲストボーカル                         |
| 2017年 | Skyfall                                     | Skyfall                                    | ONE OK ROCK          | ゲストボーカル                         |
| 2017年 | Bumps in the Night                          | SAMURAI SESSIONS vol.2                     | MIYAVI               | ゲストボーカル                         |
| 2018年 | Faint (feat. Masato from coldrain)          | EX_MACHINA                                 | Crossfaith           | ゲストボーカル                         |
| 2018年 | THE CIRCLE (feat. Masato of coldrain)       | THE CIRCLE                                 | CRYSTAL LAKE         | ゲストボーカル                         |
| 2020年 | Chemical Heart（feat.Masato from coldrain） | Chemical Heart (feat.Masato from coldrain) | FIVE NEW OLD         | ゲストボーカル                         |
| 2021年 | Damage Control (ft. Masato of coldrain)     | A Conversation With Evil                   | ANNALYNN             | ゲストボーカル                         |
| 2021年 | Renegades                                   | Renegades                                  | ONE OK ROCK          | 作詞、作曲（共同制作）                 |
| 2021年 | Broken Heart of Gold                        | Broken Heart of Gold                       | ONE OK ROCK          | 作詞、作曲（共同制作）                 |
| 2023年 | RUMBLE feat. Masato from coldrain           | RUMBLE                                     | Paledusk             | ゲストボーカル                         |